# Guardia particolare giurata
Una guardia particolare giurata (comunemente guardia giurata, in acronimo GPG), in Italia, è una guardia di sicurezza che opera nel campo della vigilanza privata il cui compito è tutelare e proteggere i beni mobili e immobili affidati in custodia ad essa o all'istituto di vigilanza da cui dipende.

## Storia
Una prima regolamentazione in tema fu quella di cui alla legge 21 dicembre 1890 n. 7321 che all'art. 45 stabiliva:
La disciplina venne successivamente raccolta nel TULPS emanato con regio decreto 18 giugno 1931, n. 773, e dal relativo regolamento di esecuzione, ovvero il regio decreto 6 maggio 1940, n. 635. Il decreto del ministero dell'interno del 1º dicembre 2010, n. 269, che ha stabilito nuovi requisiti per gli istituti di vigilanza, ha anche dettato nuove disposizioni per la formazione delle guardie dipendenti da tali enti.

## Disciplina normativa generale
La normativa generale in materia è costituita da:
1. Regio Decreto 18 giugno 1931, n. 773 (Testo unico delle leggi di pubblica sicurezza);
2. Regio Decreto-Legge 26 settembre 1935, n. 1952, convertito in legge 19 marzo 1936, n. 508 (Disciplina del servizio delle guardie particolari giurate);
3. Regio Decreto 6 maggio 1940, n. 635 (Regolamento per l'esecuzione del Testo unico delle leggi di pubblica sicurezza);
4. Decreto del Ministero dell'interno 5 settembre 2009, n. 154 (Regolamento recante disposizioni per l'affidamento dei servizi di sicurezza sussidiaria nell'ambito dei porti, delle stazioni ferroviarie e dei relativi mezzi di trasporto e depositi, delle stazioni delle ferrovie metropolitane e dei relativi mezzi di trasporto e depositi, nonché nell'ambito delle linee di trasporto urbano);[1]
5. Decreto del Ministro dell'interno del 1º dicembre 2010 n. 269 (Regolamento recante disciplina delle caratteristiche minime del progetto organizzativo e dei requisiti minimi di qualità degli istituti e dei servizi).

Il titolo di GPG viene ottenuto a seguito del giuramento e dal conferimento di un decreto rilasciato dal prefetto della zona dove si esercita il servizio, ed è soggetto a rinnovo ogni due anni previa verifica, da parte delle autorità di pubblica sicurezza preposte, previa persistenza dei requisiti in capo al soggetto interessato; una volta accertata la presenza dei medesimi le guardie sono tenute a prestare giuramento, dinanzi al prefetto o un suo delegato, di fedeltà alla Repubblica Italiana, e di tale atto è prevista la redazione di un verbale. Esse sono tenute a indossare la divisa o, in casi particolari, il distintivo, i cui modelli vengono autorizzati dalla prefettura competente, su richiesta dell'istituto di appartenenza, ma in ogni caso non possono operare a tutela delle persone, funzione che, secondo la legge italiana, è di competenza delle forze di polizia italiane indicate nella legge 1º aprile 1981 n. 121.
Le GPG sono generalmente assunte e prestano servizio per conto di un istituto di vigilanza, in tal caso il rapporto di lavoro è regolamentato dallo specifico CCNL che prevede diverse qualifiche per il personale con funzioni amministrative e per quello con funzioni tecnico-operative. Possono tuttavia svolgere la loro attività in forma di lavoro autonomo, ma in ambo i casi è comunque necessario che siano in possesso di licenza prefettizia e il loro operato è sottoposto alla vigilanza della questura competente, che con eventuali regolamenti provinciali può stabilire disposizioni sulle modalità del servizio e sulle dotazioni.
Nel caso in cui le guardie debbano utilizzare armi è necessario altresì rispettare le previsioni ed i requisiti per la licenza di porto d'armi in Italia; nel caso prestino servizio armato presso enti pubblici o privati, vengono obbligatoriamente iscritti ad una delle sezioni dell'Unione Italiana Tiro a Segno e devono superare ogni anno un corso di lezioni regolamentari di addestramento di tiro;
La legislazione delle regioni d'Italia può dettare disposizioni particolari per il loro utilizzo: ad esempio, la Lombardia, con legge regionale 9 dicembre 2013 n. 18, ha disposto che i gestori dei servizi di trasporto pubblico, nonché gli enti locali competenti territorialmente, possano affidare alle guardie le attività di controllo, prevenzione, contestazione e accertamento, riguardo all'osservanza delle disposizioni per la cui violazione è prevista una sanzione amministrativa (ad esempio la sanzione relativa alla mancanza del titolo di viaggio dell'utente).

## Caratteristiche

### Requisiti
I requisiti richiesti sono previsti dall'art. 138 del TULPS e sono:
- essere cittadino italiano o di uno Stato membro dell'Unione europea;
- avere raggiunto la maggiore età ed essere in regola con gli obblighi di leva;
- avere la licenza di scuola media inferiore;
- non avere riportato condanna per delitto non colposo;
- essere persona di ottima condotta politica e morale;
- essere munito della carta d'identità;
- essere iscritto alla cassa nazionale delle assicurazioni sociali e degli infortuni sul lavoro;

Costituisce requisito minimo l'avere prestato servizio per almeno un anno, ed essere stati congedati senza demerito, quale volontario di truppa nelle forze armate italiane. Inoltre il Ministro dell'interno, con proprio decreto, sentite le Regioni, provvede all'individuazione dei requisiti minimi professionali e di formazione delle guardie particolari giurate.

### Stato giuridico
In quanto soggetti privati dotati di apposita licenza, secondo la legge, nonché una consolidata giurisprudenza della Corte suprema di cassazione, non possono essere considerate ipso iure pubblici ufficiali. Tuttavia alle GPG che svolgano attività di custodia e vigilanza dei beni mobili ed immobili è riconosciuta la qualifica di incaricato di pubblico servizio.
La licenza di porto d'armi per difesa personale è la medesima di quella rilasciata ai privati cittadini, tranne per alcune differenze: la sua durata è biennale ed è previsto il beneficio della riduzione dell'ammontare della prevista tassa di concessione governativa. Le GPG possono inoltre ottenere la licenza di porto di fucile per difesa personale che consente il porto di armi lunghe esclusivamente durante il turno di servizio e solo nel caso in cui si debbano espletare determinati compiti e mansioni; in ogni caso è vietato l'utilizzo di munizioni spezzate e sono unicamente consentite quelle a palla unica.

### Compiti, doveri e facoltà
Secondo l'art. 133 del TULPS, inoltre, gli enti pubblici, gli altri enti collettivi e i privati possono destinare guardie particolari alla vigilanza o alla custodia delle loro proprietà mobiliari o immobiliari. Durante il servizio la GPG dovrà eseguire compiti di prevenzione ed eventuale repressione di possibili attività criminali commesse ai danni dei beni assegnati dal committente o dall’istituto di vigilanza da cui dipende, eventualmente anche in collaborazione con le forze di polizia italiane come ribadito dal vademecum operativo del Ministero dell’interno esplicativo del D.M. 269/2010 emanato con circolare del 24 marzo 2011, 
mediante attività di:
- vigilanza fissa o mobile;
- custodia e scorta di valori;
- videosorveglianza da remoto.

Durante il servizio, e comunque in occasione di un intervento, la GPG:
- può esser tenuta, ai sensi dell'art. 255 del regio decreto 6 maggio 1940 n. 635, a stendere verbali riguardo al servizio cui è destinata, tali atti hanno fede fino a prova contraria in un eventuale processo, nonché l'obbligo e il dovere di cooperare con l'autorità di polizia, nei casi previsti dalla legge;[19]
- ha l'obbligo giuridico di collaborare con l'autorità di pubblica sicurezza nonché con gli ufficiali e gli agenti di pubblica sicurezza e di polizia giudiziaria, ai sensi dell'art. 139 del TULPS;[20]
- può, ai sensi dell'art. 383 del codice di procedura penale italiano, procedere all'arresto in flagranza di reato nei casi previsti dall'art. 380 del predetto codice, purché si tratti di reati perseguibili di ufficio e che prevedano l'arresto obbligatorio in flagranza da parte della polizia giudiziaria italiana, con immediata consegna dell’arrestato alla stessa.[21][22][23]

Nel caso in servizio di scorta valori per conto di un istituto di vigilanza sono infine esentate dall'obbligo di indossare la cintura di sicurezza, così come sancito dal codice della strada italiano, affinché le cinture non ostacolino l'eventuale pronta discesa dal veicolo.

## Ulteriori attribuzioni e funzioni
Nel corso degli anni, varie disposizioni normative hanno ampliato la casistica dell'impiego delle guardie giurate: ad esempio possono essere adibite anche al controllo e accertamento del divieto di fumo nei locali pubblici sancito dalla legge 16 gennaio 2003, n. 3, secondo quanto riportato nell'accordo dalla Conferenza Stato-Regioni del 16 dicembre 2004. e nella circolare del Ministero della salute del 17 dicembre 2004. La legge 20 luglio 2004, n. 189 ha poi previsto che con ulteriore decreto prefettizio possano essere nominate guardie zoofile, con attività di tutela però limitata agli animali da affezione.
Tuttavia, tra le maggiori novità, il decreto del Ministero dell'interno 5 settembre 2009, n. 154 ha previsto e disciplinato l’affidamento alle guardie (sia dipendenti dai concessionari dei servizi, che dagli istituti di vigilanza privata) dei servizi definiti di sicurezza sussidiaria nell'ambito dei porti, delle stazioni ferroviarie, delle stazioni delle ferrovie metropolitane, nonché nell'ambito delle linee di trasporto urbano ed extraurbano. Ai sensi di tale decreto possono essere impiegate in strutture di intrattenimento e di spettacolo in luoghi aperti al pubblico o in pubblici esercizi tramite l'istituto d'appartenenza. Rientra altresì nei servizi di sicurezza complementare, come stabilito dal D.M. 269/2010 e dall'art. 256-bis TULPS, la vigilanza presso tribunali ed altri edifici pubblici, installazioni militari, centri direzionali, industriali o commerciali e altre simili infrastrutture, quando speciali esigenze di sicurezza impongano che i servizi medesimi siano svolti da guardie particolari giurate.
Rientrano, in sintesi, nei servizi di sicurezza da svolgersi a mezzo di guardie particolari giurate, salvo che la legge disponga diversamente o vi provveda la forza pubblica, le attività di vigilanza concernenti:
- la sicurezza negli aeroporti, nei porti, nelle stazioni ferroviarie, metropolitane e negli altri luoghi pubblici o aperti al pubblico specificamente indicati dalle norme speciali, ad integrazione di quella assicurata dalla forza pubblica;
- la custodia, il trasporto e la scorta di armi, esplosivi e di ogni altro materiale pericoloso, nei casi previsti dalle disposizioni in vigore o dalle prescrizioni dell'autorità, ferme restando le disposizioni vigenti per garantire la sicurezza della custodia, del trasporto e della scorta;
- la custodia, il trasporto e la scorta del contante o di altri beni o titoli di valore, nonché la vigilanza nei luoghi in cui vi è maneggio di somme rilevanti o di altri titoli o beni di valore rilevante, appartenenti a terzi;
- la vigilanza armata mobile e gli interventi sugli allarmi;
- la vigilanza presso infrastrutture del settore energetico o delle telecomunicazioni, dei prodotti ad alta tecnologia, di quelli a rischio di impatto ambientale, e presso ogni altra infrastruttura che può costituire, anche in via potenziale, un obiettivo sensibile ai fini della sicurezza o dell'incolumità pubblica o della tutela ambientale.

Infine, il decreto-legge 12 luglio 2011, n. 107, convertito in legge 2 agosto 2011, n. 130, ha inoltre sancito la possibilità di impiegare tali guardie su navi della marina mercantile italiana, sia a bordo che sulla terraferma, a tutela dell'imbarcazione stessa e del carico trasportato demandando la specifica disciplina alla decretazione ministeriale, contemplando le modalità di detenzione e trasporto delle armi sia a bordo della nave che sulla terraferma; nello specifico la disciplina è prevista dal D.M. 7 novembre del 2019, n. 139.